# Arie-Visser-Klasse
Die Arie-Visser-Klasse ist eine Serie von zehn RIB-Rettungsbooten für die Seenotrettung der niederländischen Seenotrettungsgesellschaft KNRM (Koninklijke Nederlandse Redding Maatschappij). RIB ist die Abkürzung für den englischen Begriff Rigid Inflatable Boat und bezeichnet damit ein Festrumpfschlauchboot.

## Entwicklung
Im Betrieb der Johannes-Frederik-Klasse konnte deren Reichweite von ca. 150 Seemeilen nicht befriedigen, da nur 4,5 Stunden Einsatzzeit bei voller Leistung zur Verfügung stand. Mit einer Verlängerung auf 18,80 Meter Länge konnten größere Tanks von 6100 Liter eingebaut werden, wodurch eine Reichweite von mehr als 500 Seemeilen bei 16 Stunden voller Leistung zur Verfügung steht. Damit konnte der Aktionsradius dem überwachten Seegebiet der Niederlande angepasst werden, das ca. 140 Seemeilen in die Nordsee reicht. Bei einer Breite von 6,10 Meter beträgt der Tiefgang 1,03 Meter. Um die gleiche Höchstgeschwindigkeit zu erreichen, musste die Motorenleistung auf jeweils 1000 PS erhöht werden. Der Antrieb erfolgt weiterhin durch zwei Hamilton-Waterjets, die keine beweglichen Teile unter Wasser besitzen und dadurch schwimmende Personen nicht gefährden können.
Die bewährten Eigenschaften als Allwetter-Rettungsboot blieben erhalten. Der aufblasbare Gummiwulst (Schlauch) verleiht dem Rettungsboot zusätzlichen Auftrieb und dient als Fender, um bei höheren Fahrtstufen und unter erschwerten Bedingungen bei Havaristen längsseits zu gehen. Das geschlossene Steuerhaus wirkt als große Luftkammer, sodass im Kenterfall der Schwerpunkt durch die schweren Motoren und den Tanks im Boden über Wasser liegt. Dies sorgt für die Selbstaufrichtung, die bei jedem neuen Rettungsboottyp durch die KNRM überprüft wird.
Die neuen Boote der Arie-Visser-Klasse werden mit einer sechs-köpfigen Besatzung gefahren, wobei als Besonderheit die Führung durch einen professionellen Skipper erfolgt. Auf und im Schiff finden zirka 120 Personen Aufnahme. Im Wasser treibende Personen können über eine absenkbare Klappe im Heck leicht an Bord genommen werden. Zum Schutz der Besatzung bei Bränden kann um das Boot ein 'Wasservorhang' aufgezogen werden und im Boot sorgt eine Sprinkleranlage für den Brandschutz. Jedem Besatzungsmitglied steht ein gefederter Sitzplatz (Sattelsitz) mit Sicherheitsgurt zur Verfügung, um die starken Schläge bei Seegang oder Grundberührungen zu dämpfen. Zum Schutz der Besatzung ist die Angurtung bei den Rettungsfahrten Pflicht, damit sich  Personen im Steuerhaus bei einer Kenterung mit Selbstaufrichtung nicht verletzen können.

## Betrieb

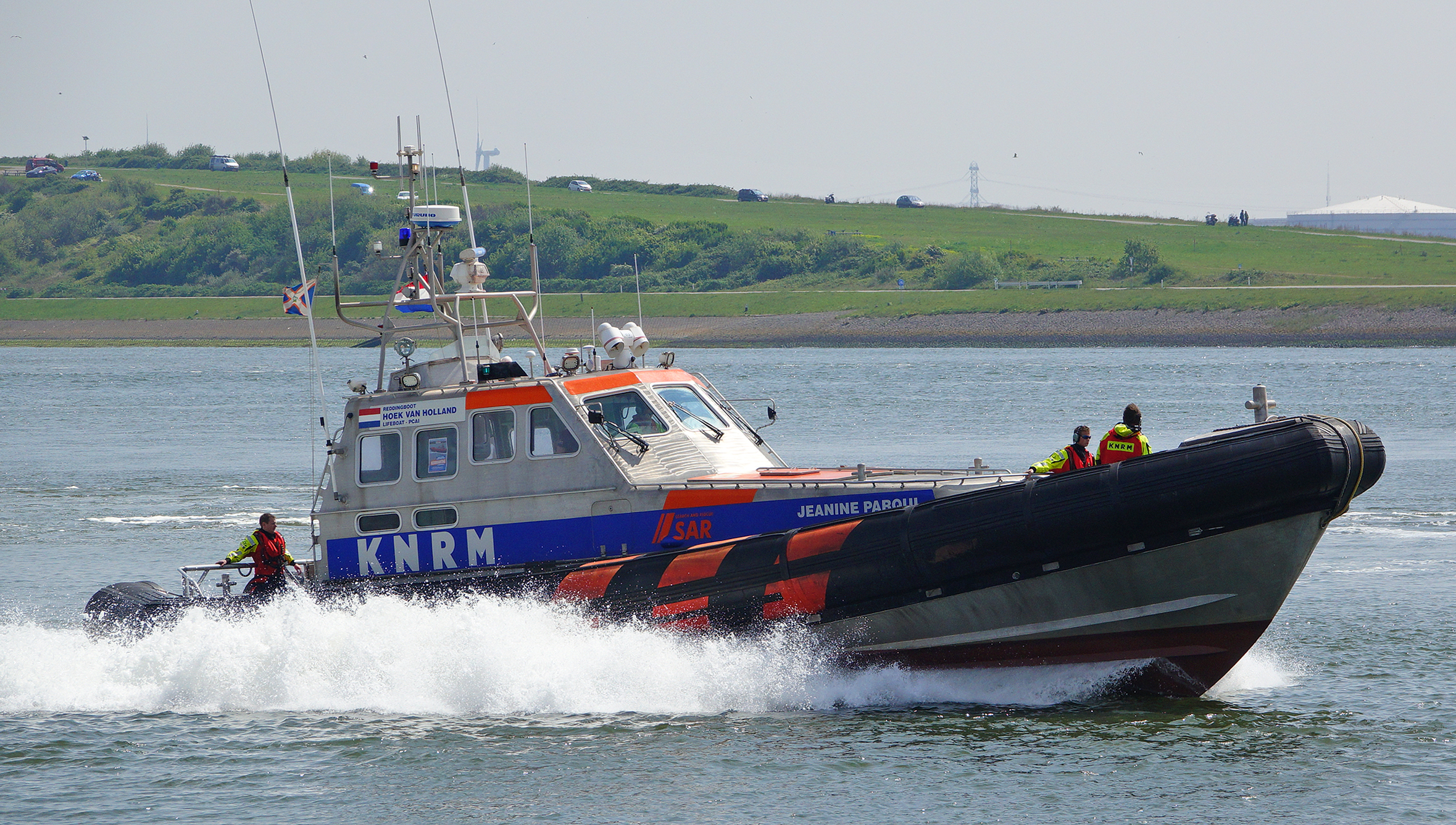
JEANINE PARQUI in Aluminium ohne Anstrich

Zwischen 1999 und 2009 nahm die KNRM zehn Boote der Arie-Visser-Klasse in Betrieb und ersetzten die Boote der Johannes-Frederik-Klasse an den Stationen der Nordsee. Die Schiffe wurden durch die Werft Aluboot in Hindeloopen gebaut bis auf die KONING WILLEM I, die von der Schiffswerft Habbeké in Volendam errichtet wurde.
Waren die ersten Einheiten noch weiß lackiert, hat man ab 2004 (ab der ANNA MARGARETHA) auf eine Lackierung verzichtet, da Aluminium nicht besonders geschützt werden muss. Dies erspart der KNRM direkte Kosten beim Neubau und bei der 5-Jahres-Wartung. Auch die Besatzung muss keine Lackierarbeiten am Rumpf durchführen.
Die Boote sind wie bei der KNRM üblich in ständiger Bereitschaft und nach Alarmierung in 15 Minuten bereit zum Auslaufen. Für die SAR-Operationen sind die Schiffe mit den aktuellen Geräten für Kommunikation und Navigation/Satellitennavigation ausgestattet wie z. B. Radar, NAVTEX, GPS, DGPS, AIS und Tiefenmesser für Flachwasser. Zur eigenen Sicherheit sind eine Notfunkbake (EPIRB) und ein Search and Rescue Radar Transponder (SART) an Bord. Für Hilfeleistungen ist ein fest verankerter Schlepphaken im Heck vorhanden und es wird eine Ausrüstung zur medizinischen Erstversorgung mitgeführt.

## Boote der Arie-Visser-Klasse
| Name                  | Rufzeichen                                                             | in Dienst                                                              | Station                                                                | Bemerkung                                                              |                                                                        |
| --------------------- | ---------------------------------------------------------------------- | ---------------------------------------------------------------------- | ---------------------------------------------------------------------- | ---------------------------------------------------------------------- | ---------------------------------------------------------------------- |
| ANTOINETTE            | PBUA                                                                   | seit 2009                                                              | Stellendam                                                             |                                                                        |                                                                        |
| KITTY ROOSMALE NEPVEU | PBMA                                                                   | seit 2008                                                              | Scheveningen                                                           |                                                                        |                                                                        |
| JOKE DIJKSTRA         | PHJD                                                                   | seit 2007                                                              | Den Helder                                                             |                                                                        |                                                                        |
| JEANINE PARQUI        | PCAI                                                                   | seit 2006                                                              | Hoek van Holland                                                       |                                                                        |                                                                        |
| ANNA MARGARETHA       | PIAA                                                                   | seit 2004                                                              | Ameland                                                                |                                                                        |                                                                        |
| KOOS VAN MESSEL       | PBGE                                                                   | seit 2017                                                              | Reserve                                                                | Liegeplatz IJmuiden                                                    |                                                                        |
| KOOS VAN MESSEL       |                                                                        | 2003 → 2017                                                            | IJmuiden                                                               |                                                                        |                                                                        |
| KOOPMANSDANK          | PFBU                                                                   | seit 2001                                                              | Neeltje Jans                                                           |                                                                        |                                                                        |
| ZEEMANSHOOP           | PBAC                                                                   | seit 2000                                                              | Breskens                                                               |                                                                        |                                                                        |
| KONING WILLEM 1       | PCED                                                                   | seit 1999                                                              | Schiermonnikoog                                                        |                                                                        |                                                                        |
| ARIE VISSER           | PCEK                                                                   | seit 1999                                                              | Terschelling-West                                                      |                                                                        |                                                                        |
| Stand @ 2024          | Die Namen der dienstbereiten Boote sind in fetter Schrift dargestellt. | Die Namen der dienstbereiten Boote sind in fetter Schrift dargestellt. | Die Namen der dienstbereiten Boote sind in fetter Schrift dargestellt. | Die Namen der dienstbereiten Boote sind in fetter Schrift dargestellt. | Die Namen der dienstbereiten Boote sind in fetter Schrift dargestellt. |

## Unfall
Im Betrieb dieser Rettungsboote ist bisher erst ein Mal eine Kenterung aufgetreten. Im Jahr 2006 startete die ANNA MARGARETHA zur Hilfeleistung eines Schiffs mit Ruderschaden. Im Aktionsgebiet zwischen Ameland und Schiermonnikoog herrschten bei Windstärken von 9 bis 12 Wellenhöhen bis 15 Meter. Darin kenterte das Boot insgesamt drei Mal und richtete sich wie vorgesehen immer wieder auf. Bis auf einige kleinere Verletzungen hat die Besatzung des Bootes die Kenterungen wohl überstanden.

## Erneuerungsprogramm
Ende der 2020er Jahre erreichen die Boote der Arie-Visser-Klasse das Ende ihrer technischen Lebensdauer. Daher hatte die KNRM einen Plan zur Erneuerung ihrer Flotte aufgestellt und wird bis 2035 jährlich 5,5 Millionen Euro für Neubauten einsetzen. Als Nachfolge-Klasse steht schon seit 2014 der Prototyp der NH-1816-Klasse in IJmuiden im Einsatz. Ab 2025 soll die erste neue Einheit zum Einsatz kommen.

## In anderen Ländern

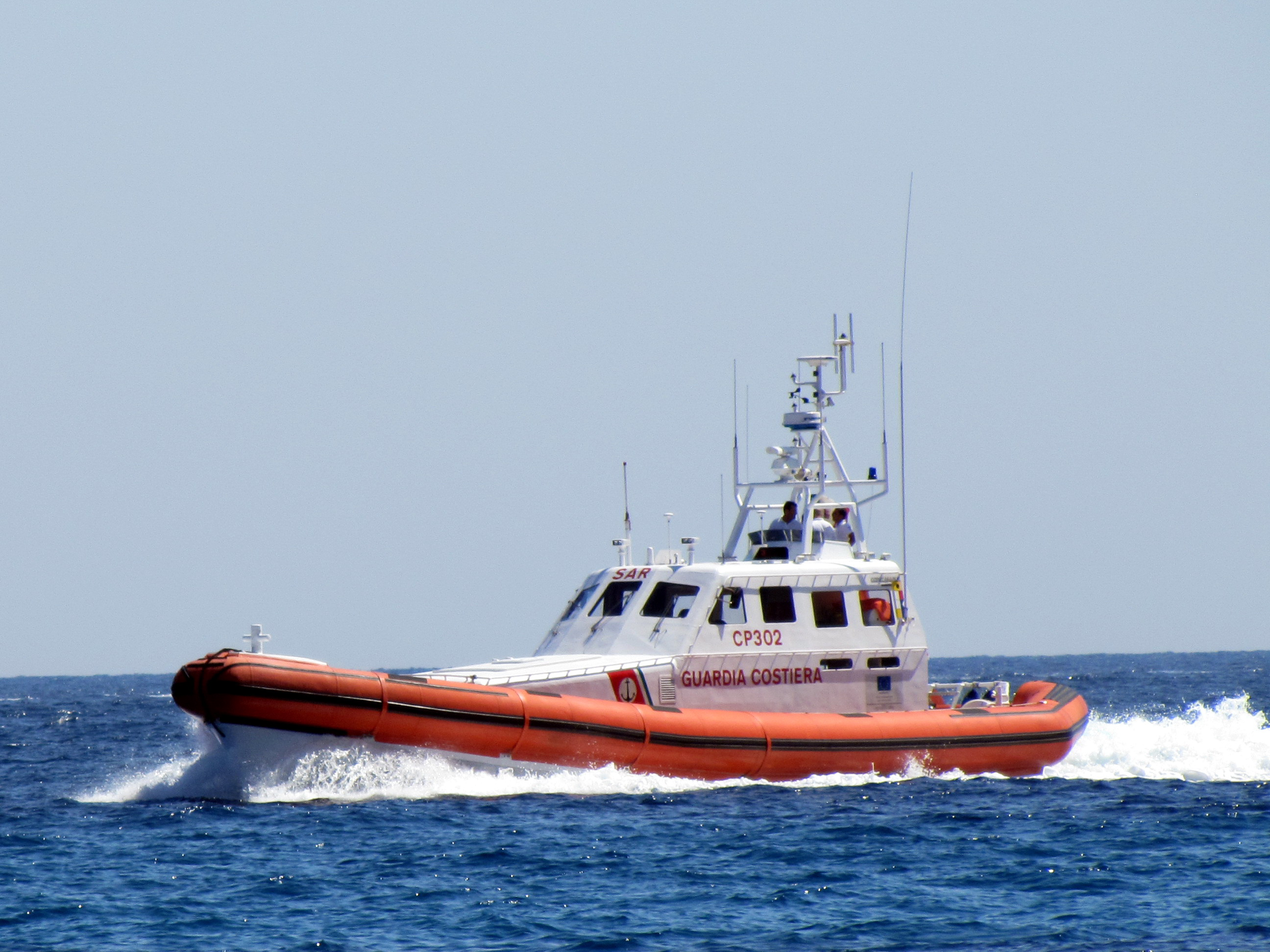
CP 302 italienische Küstenwache

Boote der Arie-Viesser-Klasse sind auch in Italien im Einsatz. Ab 2009 lieferte die Schiffswerft Codecasa Due s.p.a. in Viareggio 22 Boote der Klasse 300 Ammiraglio Francese  an die italienische Küstenwache. Die Boote erhielten stärkere Motoren von MAN mit 1100 PS für eine Höchstgeschwindigkeit von 30 Knoten, die für eine Reichweite von 460 Seemeilen gehalten werden können. Bei 4–5 Mann Besatzung können unter Deck bis 20 Personen Aufnahme finden.